# ملعب تولوز
ملعب تولوز (بالفرنسية: Stadium de Toulouse)‏، سابقًا ملعب تولوز البلدي (بالفرنسية: Stadium municipal de Toulouse)‏، هو ملعب كرة قدم متعدد الأغراض يقع في تولوز، فرنسا، يتسع لـ 35,472 متفرج. هو الملعب الرسمي لفريق تولوز. أحد الاستادات التي استضافت كأس العالم عامي 1934 و 1998. كما تُقام فيه مباريات الرغبي.

## التاريخ
افتتح الملعب في 1937. تم تجديده في 1998.

## أهم الأحداث التي استضافها
- كأس العالم لكرة القدم 1934
- كأس العالم لكرة القدم 1998